# Eliza Jumel
Pour les articles homonymes, voir Jumel (homonymie).
Eliza Jumel, née Bowen le 7 avril 1775 à Providence et morte le 16 juillet 1865 à Manhattan (New York), est une riche mondaine américaine par mariage.

## Biographie
En 1804, elle épouse un négociant en vins américain Franco-Haïtien du nom de Stephen (Étienne) Jumel (1754-1832). Le couple a résidé dans la maison Morris-Jumel. Au cours de ses voyages entre New York, Paris et Bordeaux où résidait la famille de Jumel, Eliza a amassé une grande collection d'art respectée et souvent considérée comme la première grande collection d'art européen en Amérique du Nord.
En 1832, quatorze mois après la mort de son époux, dû à une pneumonie, elle se remarie, à l'âge de 58 ans avec le controversé ancien vice-président des États-Unis Aaron Burr. Celui-ci ayant mal géré les liquidités restantes dans la fortune Jumel, et le couple se sépara après seulement dix mois de mariage. Elle meurt à « Morris-Jumel Mansion » (Manhattan) en 1865.